# Lista siturilor arheologice din județul Buzău - S
Lista siturilor arheologice din județul Buzău - S conține toate siturile arheologice din județul Buzău înscrise în Repertoriul Arheologic Național (RAN) și aflate în localități al căror nume începe cu litera S. RAN este administrat de Ministerul Culturii și Patrimoniului Național și cuprinde date științifice, cartografice, topografice, imagini și planuri, precum și orice alte informații privitoare la zonele cu potențial arheologic, studiate sau nu, încă existente sau dispărute.
Puteți căuta un sit din localitățile care încep cu litera S folosind formularul de mai jos sau puteți naviga prin toate siturile din județ la Lista siturilor arheologice din județul Buzău.
| Cod RAN                                   | Denumire | Localitate                                             | Adresă                                                              | Datare                                             | Descoperit     | Coordonate                                    | Imagine           | Erori            |
| ----------------------------------------- | --- | ------------------------------------------------------ | ------------------------------------------------------------------- | -------------------------------------------------- | -------------- | --------------------------------------------- | ----------------- | ---------------- |
| 44970.03.01                               | Situl arheologic de la Stăvărăști - "Vatra satului" / ansamblu anonim (Categorie: locuire civilă) (Tip: Așezare)                                          | sat Stăvărăști, comuna Balta Albă                      |                                                                     |                                                    |                |                                               | Încărcați imagine | Raportați eroare |
| 44970.03.02                               | Situl arheologic de la Stăvărăști - "Vatra satului" / ansamblu anonim (Categorie: locuire civilă) (Tip: Așezare)                                          | sat Stăvărăști, comuna Balta Albă                      |                                                                     |                                                    |                |                                               | Încărcați imagine | Raportați eroare |
| 44970.03.03                               | Situl arheologic de la Stăvărăști - "Vatra satului" / ansamblu anonim (Categorie: locuire civilă) (Tip: Așezare)                                          | sat Stăvărăști, comuna Balta Albă                      |                                                                     |                                                    |                |                                               | Încărcați imagine | Raportați eroare |
| 44970.03.04                               | Situl arheologic de la Stăvărăști - "Vatra satului" / ansamblu anonim (Categorie: locuire civilă) (Tip: Așezare)                                          | sat Stăvărăști, comuna Balta Albă                      |                                                                     |                                                    |                |                                               | Încărcați imagine | Raportați eroare |
| 44970.02.01                               | Așezarea neolitică de la Stăvărăști - "Prund" / ansamblu anonim (Categorie: locuire civilă) (Tip: Așezare)                                                | sat Stăvărăști, comuna Balta Albă                      | Prund                                                               |                                                    |                |                                               | Încărcați imagine | Raportați eroare |
| 44970.01.01                               | Situl arheologic de la Stăvărăști - "La Movilă" / ansamblu anonim (Categorie: locuire civilă) (Tip: Așezare)                                              | sat Stăvărăști, comuna Balta Albă                      | La Movilă                                                           |                                                    |                |                                               | Încărcați imagine | Raportați eroare |
| 44970.01.02                               | Situl arheologic de la Stăvărăști - "La Movilă" / ansamblu anonim (Categorie: locuire civilă) (Tip: Așezare)                                              | sat Stăvărăști, comuna Balta Albă                      | La Movilă                                                           |                                                    |                |                                               | Încărcați imagine | Raportați eroare |
| 45209.01.01                               | Situl arheologic de la Sătuc / ansamblu anonim (Categorie: locuire) (Tip: Așezare)                                                                        | sat Sătuc, comuna Berca                                |                                                                     |                                                    |                |                                               | Încărcați imagine | Raportați eroare |
| 45209.01.02                               | Situl arheologic de la Sătuc / ansamblu anonim (Categorie: locuire) (Tip: Așezare)                                                                        | sat Sătuc, comuna Berca                                |                                                                     |                                                    |                |                                               | Încărcați imagine | Raportați eroare |
| 45209.01.03                               | Situl arheologic de la Sătuc / ansamblu anonim (Categorie: locuire) (Tip: Așezare)                                                                        | sat Sătuc, comuna Berca                                |                                                                     |                                                    |                |                                               | Încărcați imagine | Raportați eroare |
| 45209.01.04                               | Situl arheologic de la Sătuc / ansamblu anonim (Categorie: locuire) (Tip: Necropolă)                                                                      | sat Sătuc, comuna Berca                                |                                                                     |                                                    |                |                                               | Încărcați imagine | Raportați eroare |
| 45209.01.05                               | Situl arheologic de la Sătuc / ansamblu anonim (Categorie: locuire) (Tip: Necropolă)                                                                      | sat Sătuc, comuna Berca                                |                                                                     |                                                    |                |                                               | Încărcați imagine | Raportați eroare |
| 45209.01.06                               | Situl arheologic de la Sătuc / ansamblu anonim (Categorie: locuire) (Tip: Necropolă)                                                                      | sat Sătuc, comuna Berca                                |                                                                     |                                                    |                |                                               | Încărcați imagine | Raportați eroare |
| 46821.04.01                               | Tell-ul Gumelnița de la Sudiți - "La Purcăreața" / ansamblu anonim (Categorie: locuire civilă) (Tip: Tell)                                                | sat Sudiți, comuna Gherăseni                           | La Purcăreața                                                       | Gumelnița                                          |                |                                               | Încărcați imagine | Raportați eroare |
| 46821.03.01                               | Situl arheologic de la Sudiți - "Movila Boului" / ansamblu anonim (Categorie: locuire) (Tip: Așezare)                                                     | sat Sudiți, comuna Gherăseni                           | Movila Boului                                                       |                                                    |                |                                               | Încărcați imagine | Raportați eroare |
| 46821.03.02                               | Situl arheologic de la Sudiți - "Movila Boului" / ansamblu anonim (Categorie: locuire) (Tip: Necropolă)                                                   | sat Sudiți, comuna Gherăseni                           | Movila Boului                                                       |                                                    |                |                                               | Încărcați imagine | Raportați eroare |
| 46821.03.03                               | Situl arheologic de la Sudiți - "Movila Boului" / ansamblu anonim (Categorie: locuire) (Tip: Așezare)                                                     | sat Sudiți, comuna Gherăseni                           | Movila Boului                                                       |                                                    |                |                                               | Încărcați imagine | Raportați eroare |
| 46821.03.04                               | Situl arheologic de la Sudiți - "Movila Boului" / ansamblu anonim (Categorie: locuire) (Tip: Necropolă)                                                   | sat Sudiți, comuna Gherăseni                           | Movila Boului                                                       |                                                    |                |                                               | Încărcați imagine | Raportați eroare |
| 46821.02.01                               | Situl arheologic de la Sudiți - "La lacul cu butuci" / ansamblu anonim (Categorie: locuire civilă) (Tip: Așezare)                                         | sat Sudiți, comuna Gherăseni                           | La lacul cu butuci                                                  |                                                    |                |                                               | Încărcați imagine | Raportați eroare |
| 46821.02.02                               | Situl arheologic de la Sudiți - "La lacul cu butuci" / ansamblu anonim (Categorie: locuire civilă) (Tip: Așezare)                                         | sat Sudiți, comuna Gherăseni                           | La lacul cu butuci                                                  |                                                    |                |                                               | Încărcați imagine | Raportați eroare |
| 47177.01.01                               | Necropola de la Scarlatești - "Movila Scorlătești" / ansamblu anonim (Categorie: descoperire funerară) (Tip: Necropolă)                                   | sat Scărlătești, comuna Largu                          | Movila Scorlătești                                                  |                                                    |                |                                               | Încărcați imagine | Raportați eroare |
| 47177.01.02                               | Necropola de la Scarlatești - "Movila Scorlătești" / ansamblu anonim (Categorie: descoperire funerară) (Tip: Necropolă)                                   | sat Scărlătești, comuna Largu                          | Movila Scorlătești                                                  | sec. III - IV                                      |                |                                               | Încărcați imagine | Raportați eroare |
| 47550.07.01                               | Situl arheologic de la Sărata-Monteoru - "Valea Călugărului" / ansamblu anonim (Categorie: locuire) (Tip: Așezare)                                        | sat Sărata-Monteoru, comuna Merei                      | Valea Călugărului                                                   | Monteoru                                           |                |                                               | Încărcați imagine | Raportați eroare |
| 47550.07.02                               | Situl arheologic de la Sărata-Monteoru - "Valea Călugărului" / ansamblu anonim (Categorie: locuire) (Tip: Necropolă)                                      | sat Sărata-Monteoru, comuna Merei                      | Valea Călugărului                                                   | Monteoru                                           |                |                                               | Încărcați imagine | Raportați eroare |
| 47550.07.03                               | Situl arheologic de la Sărata-Monteoru - "Valea Călugărului" / ansamblu anonim (Categorie: locuire) (Tip: Așezare)                                        | sat Sărata-Monteoru, comuna Merei                      | Valea Călugărului                                                   |                                                    |                |                                               | Încărcați imagine | Raportați eroare |
| 47550.07.04                               | Situl arheologic de la Sărata-Monteoru - "Valea Călugărului" / ansamblu anonim (Categorie: locuire) (Tip: Necropolă)                                      | sat Sărata-Monteoru, comuna Merei                      | Valea Călugărului                                                   |                                                    |                |                                               | Încărcați imagine | Raportați eroare |
| 47550.06.01                               | Necropola Monteoru de la Sărata-Monteoru - "Valea Porcului" / ansamblu anonim (Categorie: descoperire funerară) (Tip: Necropolă)                          | sat Sărata-Monteoru, comuna Merei                      | Valea Porcului                                                      | Monteoru                                           |                |                                               | Încărcați imagine | Raportați eroare |
| 47550.05.01                               | Așezarea Monteoru de la Sărata-Monteoru - "Dealul Viei" / ansamblu anonim (Categorie: locuire civilă) (Tip: Așezare)                                      | sat Sărata-Monteoru, comuna Merei                      | Dealul Viei                                                         | Monteoru                                           |                |                                               | Încărcați imagine | Raportați eroare |
| 47550.04.01                               | Așezarea din epoca migrațiilor de la Sărata Monteoru / ansamblu anonim (Categorie: locuire civilă) (Tip: Așezare)                                         | sat Sărata-Monteoru, comuna Merei                      |                                                                     | sec. IV                                            |                |                                               | Încărcați imagine | Raportați eroare |
| 47550.03.01                               | Ruinele Schitului Negoiță de la Sărata-Monteoru / ansamblu mănăstirea lui Negoiță (Categorie: structură de cult/religioasă) (Tip: Schit)                  | sat Sărata-Monteoru, comuna Merei                      |                                                                     |                                                    |                |                                               | Încărcați imagine | Raportați eroare |
| 49215.02.01                               | Așezarea Latene de la Săpoca- Gârlă / ansamblu anonim (Categorie: locuire civilă) (Tip: Așezare)                                                          | sat Săpoca, comuna Săpoca                              | Gîrlă                                                               |                                                    |                |                                               | Încărcați imagine | Raportați eroare |
| 49162.07.01                               | Situl arheologic de la Săhăteni - în marginea de NE a satului / ansamblu anonim (Categorie: locuire civilă) (Tip: Așezare)                                | sat Săhăteni, comuna Săhăteni                          |                                                                     |                                                    |                |                                               | Încărcați imagine | Raportați eroare |
| 49162.07.02                               | Situl arheologic de la Săhăteni - în marginea de NE a satului / ansamblu anonim (Categorie: locuire civilă) (Tip: Așezare)                                | sat Săhăteni, comuna Săhăteni                          |                                                                     | sec. II - IV                                       |                |                                               | Încărcați imagine | Raportați eroare |
| 49554.04.01                               | Situl arheologic de la Smeeni - "marginea de E a satului" / ansamblu anonim (Categorie: locuire) (Tip: Așezare)                                           | sat Smeeni, comuna Smeeni                              |                                                                     |                                                    |                |                                               | Încărcați imagine | Raportați eroare |
| 49554.04.02                               | Situl arheologic de la Smeeni - "marginea de E a satului" / ansamblu anonim (Categorie: locuire) (Tip: Necropolă)                                         | sat Smeeni, comuna Smeeni                              |                                                                     |                                                    |                |                                               | Încărcați imagine | Raportați eroare |
| 49554.04.03                               | Situl arheologic de la Smeeni - "marginea de E a satului" / ansamblu anonim (Categorie: locuire) (Tip: Așezare)                                           | sat Smeeni, comuna Smeeni                              |                                                                     |                                                    |                |                                               | Încărcați imagine | Raportați eroare |
| 49554.04.04                               | Situl arheologic de la Smeeni - "marginea de E a satului" / ansamblu anonim (Categorie: locuire) (Tip: Necropolă)                                         | sat Smeeni, comuna Smeeni                              |                                                                     |                                                    |                |                                               | Încărcați imagine | Raportați eroare |
| 49554.04.05                               | Situl arheologic de la Smeeni - "marginea de E a satului" / ansamblu anonim (Categorie: locuire) (Tip: Așezare)                                           | sat Smeeni, comuna Smeeni                              |                                                                     |                                                    |                |                                               | Încărcați imagine | Raportați eroare |
| 49554.04.06                               | Situl arheologic de la Smeeni - "marginea de E a satului" / ansamblu anonim (Categorie: locuire) (Tip: Necropolă)                                         | sat Smeeni, comuna Smeeni                              |                                                                     |                                                    |                |                                               | Încărcați imagine | Raportați eroare |
| 49554.04.07                               | Situl arheologic de la Smeeni - "marginea de E a satului" / ansamblu anonim (Categorie: locuire) (Tip: Așezare)                                           | sat Smeeni, comuna Smeeni                              |                                                                     |                                                    |                |                                               | Încărcați imagine | Raportați eroare |
| 49554.04.08                               | Situl arheologic de la Smeeni - "marginea de E a satului" / ansamblu anonim (Categorie: locuire) (Tip: Necropolă)                                         | sat Smeeni, comuna Smeeni                              |                                                                     |                                                    |                |                                               | Încărcați imagine | Raportați eroare |
| 49554.04.09                               | Situl arheologic de la Smeeni - "marginea de E a satului" / ansamblu anonim (Categorie: locuire) (Tip: Așezare)                                           | sat Smeeni, comuna Smeeni                              |                                                                     |                                                    |                |                                               | Încărcați imagine | Raportați eroare |
| 49554.04.10                               | Situl arheologic de la Smeeni - "marginea de E a satului" / ansamblu anonim (Categorie: locuire) (Tip: Necropolă)                                         | sat Smeeni, comuna Smeeni                              |                                                                     |                                                    |                |                                               | Încărcați imagine | Raportați eroare |
| 49554.03.01                               | Situl arheologic de la Smeeni - "la SV de sat" / ansamblu anonim (Categorie: locuire) (Tip: Așezare)                                                      | sat Smeeni, comuna Smeeni                              |                                                                     |                                                    |                |                                               | Încărcați imagine | Raportați eroare |
| 49554.03.02                               | Situl arheologic de la Smeeni - "la SV de sat" / ansamblu anonim (Categorie: locuire) (Tip: Necropolă)                                                    | sat Smeeni, comuna Smeeni                              |                                                                     |                                                    |                |                                               | Încărcați imagine | Raportați eroare |
| 49554.03.03                               | Situl arheologic de la Smeeni - "la SV de sat" / ansamblu anonim (Categorie: locuire) (Tip: Așezare)                                                      | sat Smeeni, comuna Smeeni                              |                                                                     | sec. IV                                            |                |                                               | Încărcați imagine | Raportați eroare |
| 49554.03.04                               | Situl arheologic de la Smeeni - "la SV de sat" / ansamblu anonim (Categorie: locuire) (Tip: Necropolă)                                                    | sat Smeeni, comuna Smeeni                              |                                                                     | sec. IV                                            |                |                                               | Încărcați imagine | Raportați eroare |
| 49554.02.01                               | Situl arheologic de la Smeeni - "Movila Ariciului" / ansamblu anonim (Categorie: locuire) (Tip: Așezare)                                                  | sat Smeeni, comuna Smeeni                              | Movila Ariciului                                                    |                                                    |                |                                               | Încărcați imagine | Raportați eroare |
| 49554.02.02                               | Situl arheologic de la Smeeni - "Movila Ariciului" / ansamblu anonim (Categorie: locuire) (Tip: Necropolă)                                                | sat Smeeni, comuna Smeeni                              | Movila Ariciului                                                    |                                                    |                |                                               | Încărcați imagine | Raportați eroare |
| 49634.09.01                               | Necropola eneolitică de la Stâlpu - "Movila Cucuteni" / ansamblu anonim (Categorie: descoperire funerară) (Tip: Necropolă)                                | sat Stâlpu, comuna Stâlpu                              | Movila Cucuteni                                                     |                                                    |                |                                               | Încărcați imagine | Raportați eroare |
| 49634.08.01                               | Necropola de la Stâlpu - "Movila Saelelor" / ansamblu anonim (Categorie: descoperire funerară) (Tip: Necropolă)                                           | sat Stâlpu, comuna Stâlpu                              | Movila Saelelor                                                     |                                                    |                |                                               | Încărcați imagine | Raportați eroare |
| 49634.08.02                               | Necropola de la Stâlpu - "Movila Saelelor" / ansamblu anonim (Categorie: descoperire funerară) (Tip: Necropolă)                                           | sat Stâlpu, comuna Stâlpu                              | Movila Saelelor                                                     |                                                    |                |                                               | Încărcați imagine | Raportați eroare |
| 49634.07.01                               | Situl arheologic de la Stâlpu - "Movila Cailor" / ansamblu anonim (Categorie: locuire) (Tip: Așezare)                                                     | sat Stâlpu, comuna Stâlpu                              | Movila Cailor                                                       |                                                    |                |                                               | Încărcați imagine | Raportați eroare |
| 49634.07.02                               | Situl arheologic de la Stâlpu - "Movila Cailor" / ansamblu anonim (Categorie: locuire) (Tip: Necropolă)                                                   | sat Stâlpu, comuna Stâlpu                              | Movila Cailor                                                       |                                                    |                |                                               | Încărcați imagine | Raportați eroare |
| 49634.07.03                               | Situl arheologic de la Stâlpu - "Movila Cailor" / ansamblu anonim (Categorie: locuire) (Tip: Așezare)                                                     | sat Stâlpu, comuna Stâlpu                              | Movila Cailor                                                       |                                                    |                |                                               | Încărcați imagine | Raportați eroare |
| 49634.07.04                               | Situl arheologic de la Stâlpu - "Movila Cailor" / ansamblu anonim (Categorie: locuire) (Tip: Necropolă)                                                   | sat Stâlpu, comuna Stâlpu                              | Movila Cailor                                                       |                                                    |                |                                               | Încărcați imagine | Raportați eroare |
| 49634.07.05                               | Situl arheologic de la Stâlpu - "Movila Cailor" / ansamblu anonim (Categorie: locuire) (Tip: Așezare)                                                     | sat Stâlpu, comuna Stâlpu                              | Movila Cailor                                                       |                                                    |                |                                               | Încărcați imagine | Raportați eroare |
| 49634.07.06                               | Situl arheologic de la Stâlpu - "Movila Cailor" / ansamblu anonim (Categorie: locuire) (Tip: Necropolă)                                                   | sat Stâlpu, comuna Stâlpu                              | Movila Cailor                                                       |                                                    |                |                                               | Încărcați imagine | Raportați eroare |
| 49634.06.01                               | Necropola de la Stâlpu - "Movila Leoteasca" / ansamblu anonim (Categorie: descoperire funerară) (Tip: Necropolă)                                          | sat Stâlpu, comuna Stâlpu                              | Movila Leoteasca                                                    |                                                    |                |                                               | Încărcați imagine | Raportați eroare |
| 49634.06.02                               | Necropola de la Stâlpu - "Movila Leoteasca" / ansamblu anonim (Categorie: descoperire funerară) (Tip: Necropolă)                                          | sat Stâlpu, comuna Stâlpu                              | Movila Leoteasca                                                    |                                                    |                |                                               | Încărcați imagine | Raportați eroare |
| 49634.05.01                               | Necropola de la Stâlpu - "Movila Ulmeni" / ansamblu anonim (Categorie: descoperire funerară) (Tip: Necropolă)                                             | sat Stâlpu, comuna Stâlpu                              | Movila Ulmeni                                                       |                                                    |                |                                               | Încărcați imagine | Raportați eroare |
| 49634.05.02                               | Necropola de la Stâlpu - "Movila Ulmeni" / ansamblu anonim (Categorie: descoperire funerară) (Tip: Necropolă)                                             | sat Stâlpu, comuna Stâlpu                              | Movila Ulmeni                                                       |                                                    |                |                                               | Încărcați imagine | Raportați eroare |
| 49634.04.01                               | Situl arheologic de la Stâlpu - "Movila Pietrosu" / ansamblu anonim (Categorie: locuire) (Tip: Așezare)                                                   | sat Stâlpu, comuna Stâlpu                              | Movila Pietrosu                                                     |                                                    |                |                                               | Încărcați imagine | Raportați eroare |
| 49634.04.02                               | Situl arheologic de la Stâlpu - "Movila Pietrosu" / ansamblu anonim (Categorie: locuire) (Tip: Necropolă)                                                 | sat Stâlpu, comuna Stâlpu                              | Movila Pietrosu                                                     |                                                    |                |                                               | Încărcați imagine | Raportați eroare |
| 49634.04.03                               | Situl arheologic de la Stâlpu - "Movila Pietrosu" / ansamblu anonim (Categorie: locuire) (Tip: Așezare)                                                   | sat Stâlpu, comuna Stâlpu                              | Movila Pietrosu                                                     |                                                    |                |                                               | Încărcați imagine | Raportați eroare |
| 49634.04.04                               | Situl arheologic de la Stâlpu - "Movila Pietrosu" / ansamblu anonim (Categorie: locuire) (Tip: Necropolă)                                                 | sat Stâlpu, comuna Stâlpu                              | Movila Pietrosu                                                     |                                                    |                |                                               | Încărcați imagine | Raportați eroare |
| 49634.04.05                               | Situl arheologic de la Stâlpu - "Movila Pietrosu" / ansamblu anonim (Categorie: locuire) (Tip: Așezare)                                                   | sat Stâlpu, comuna Stâlpu                              | Movila Pietrosu                                                     |                                                    |                |                                               | Încărcați imagine | Raportați eroare |
| 49634.04.06                               | Situl arheologic de la Stâlpu - "Movila Pietrosu" / ansamblu anonim (Categorie: locuire) (Tip: Necropolă)                                                 | sat Stâlpu, comuna Stâlpu                              | Movila Pietrosu                                                     |                                                    |                |                                               | Încărcați imagine | Raportați eroare |
| 49634.03.01                               | Situl arheologic de la Stâlpu - "Movila lui Răscărache" / ansamblu anonim (Categorie: locuire) (Tip: Așezare)                                             | sat Stâlpu, comuna Stâlpu                              | Movila lui Răscărache                                               |                                                    |                |                                               | Încărcați imagine | Raportați eroare |
| 49634.03.02                               | Situl arheologic de la Stâlpu - "Movila lui Răscărache" / ansamblu anonim (Categorie: locuire) (Tip: Necropolă)                                           | sat Stâlpu, comuna Stâlpu                              | Movila lui Răscărache                                               |                                                    |                |                                               | Încărcați imagine | Raportați eroare |
| 49634.03.03                               | Situl arheologic de la Stâlpu - "Movila lui Răscărache" / ansamblu anonim (Categorie: locuire) (Tip: Așezare)                                             | sat Stâlpu, comuna Stâlpu                              | Movila lui Răscărache                                               |                                                    |                |                                               | Încărcați imagine | Raportați eroare |
| 49634.03.04                               | Situl arheologic de la Stâlpu - "Movila lui Răscărache" / ansamblu anonim (Categorie: locuire) (Tip: Necropolă)                                           | sat Stâlpu, comuna Stâlpu                              | Movila lui Răscărache                                               |                                                    |                |                                               | Încărcați imagine | Raportați eroare |
| 49634.02.01                               | Necropola de la Stâlpu - "Movila Spătarului" / ansamblu anonim (Categorie: descoperire funerară) (Tip: Necropolă)                                         | sat Stâlpu, comuna Stâlpu                              | Movila Spătarului                                                   |                                                    |                |                                               | Încărcați imagine | Raportați eroare |
| 49634.02.02                               | Necropola de la Stâlpu - "Movila Spătarului" / ansamblu anonim (Categorie: descoperire funerară) (Tip: Necropolă)                                         | sat Stâlpu, comuna Stâlpu                              | Movila Spătarului                                                   |                                                    |                |                                               | Încărcați imagine | Raportați eroare |
| 49634.10.01 (Cod LMI: BZ-II-m-A-02483.01) | Ansamblul bisericii "Sf. Dumitru și Sf. Împărați" de la Stâlpu - Buzău / ansamblu anonim (Categorie: structură de cult/religioasă) (Tip: Biserică)        | sat Stâlpu, comuna Stâlpu                              | 774                                                                 | sec.XVII                                           |                |                                               | Încărcați imagine | Raportați eroare |
| 49634.10.02 (Cod LMI: BZ-II-m-A-02483.02) | Ansamblul bisericii "Sf. Dumitru și Sf. Împărați" de la Stâlpu - Buzău / ansamblu anonim (Categorie: structură de cult/religioasă) (Tip: Turn clopotniță) | sat Stâlpu, comuna Stâlpu                              | 774                                                                 | sec.XVII                                           |                |                                               | Încărcați imagine | Raportați eroare |
| 49634.10.03 (Cod LMI: BZ-II-m-A-02483.03) | Ansamblul bisericii "Sf. Dumitru și Sf. Împărați" de la Stâlpu - Buzău / ansamblu anonim (Categorie: structură de cult/religioasă) (Tip: Zid de incintă)  | sat Stâlpu, comuna Stâlpu                              | 774                                                                 | sec.XVII                                           |                |                                               | Încărcați imagine | Raportați eroare |
| 50184.03                                  | Crucea dintre vii de la Săsenii Noi (Categorie: structură de cult/religioasă) (Tip: cruce)                                                                | sat Săsenii Noi, comuna Vernești                       |                                                                     | 1724                                               |                |                                               | Încărcați imagine | Raportați eroare |
| 48290.01                                  | Cruce de piatră de la Sibiciu de Jos (Categorie: structură de cult/religioasă) (Tip: cruce)                                                               | sat Sibiciu de Jos, comuna Pănătău                     |                                                                     | 1791                                               |                |                                               | Încărcați imagine | Raportați eroare |
| 45520.01                                  | Cruce de piatră de la Smârdan (Categorie: structură de cult/religioasă) (Tip: cruce)                                                                      | sat Smârdan, comuna Brădeanu                           |                                                                     | sec. XVIII                                         |                |                                               | Încărcați imagine | Raportați eroare |
| 49162.01.01 (Cod LMI: BZ-I-s-B-02276)     | Așezarea din epoca bronzului de la Săhăteni / ansamblu anonim (Categorie: locuire civilă) (Tip: Așezare)                                                  | sat Săhăteni, comuna Săhăteni                          |                                                                     |                                                    |                | 45°02′35″N 26°30′53″E / 45.04306°N 26.51472°E | Încărcați imagine | Raportați eroare |
| 46858.01.01 (Cod LMI: BZ-I-m-B-02277.07)  | Situl arheologic de la Sălcioara - "Trei Movile" / ansamblu anonim (Categorie: locuire civilă) (Tip: Așezare)                                             | sat Sălcioara, comuna Ghergheasa                       | Trei Movile                                                         |                                                    |                |                                               | Încărcați imagine | Raportați eroare |
| 46858.01.02 (Cod LMI: BZ-I-m-B-02277.05)  | Situl arheologic de la Sălcioara - "Trei Movile" / ansamblu anonim (Categorie: locuire civilă) (Tip: Așezare)                                             | sat Sălcioara, comuna Ghergheasa                       | Trei Movile                                                         |                                                    |                |                                               | Încărcați imagine | Raportați eroare |
| 46858.01.03 (Cod LMI: BZ-I-m-B-02277.03)  | Situl arheologic de la Sălcioara - "Trei Movile" / ansamblu anonim (Categorie: locuire civilă) (Tip: neprecizat)                                          | sat Sălcioara, comuna Ghergheasa                       | Trei Movile                                                         | Sântana de Mureș - Cerneahov sec. III - IV p. Chr. |                |                                               | Încărcați imagine | Raportați eroare |
| 46858.01.04 (Cod LMI: BZ-I-m-B-02277.01)  | Situl arheologic de la Sălcioara - "Trei Movile" / ansamblu anonim (Categorie: locuire civilă) (Tip: Așezare)                                             | sat Sălcioara, comuna Ghergheasa                       | Trei Movile                                                         | sec. XVI - XVIII                                   |                |                                               | Încărcați imagine | Raportați eroare |
| 46858.01.05 (Cod LMI: BZ-I-m-B-02277.06)  | Situl arheologic de la Sălcioara - "Trei Movile" / ansamblu anonim (Categorie: locuire civilă) (Tip: Așezare)                                             | sat Sălcioara, comuna Ghergheasa                       | Trei Movile                                                         |                                                    |                |                                               | Încărcați imagine | Raportați eroare |
| 49215.01.01 (Cod LMI: BZ-I-m-B-02278.03)  | Situl arheologic de la Săpoca - "Cula Săpocii" / ansamblu anonim (Categorie: locuire) (Tip: Așezare)                                                      | sat Săpoca, comuna Săpoca                              | Cula Săpocii                                                        | Monteoru                                           |                |                                               | Încărcați imagine | Raportați eroare |
| 49215.01.02 (Cod LMI: BZ-I-m-B-02278.04)  | Situl arheologic de la Săpoca - "Cula Săpocii" / ansamblu anonim (Categorie: locuire) (Tip: Necropolă)                                                    | sat Săpoca, comuna Săpoca                              | Cula Săpocii                                                        | Monteoru                                           |                |                                               | Încărcați imagine | Raportați eroare |
| 49215.01.03 (Cod LMI: BZ-I-m-B-02278.01)  | Situl arheologic de la Săpoca - "Cula Săpocii" / ansamblu anonim (Categorie: locuire) (Tip: Așezare)                                                      | sat Săpoca, comuna Săpoca                              | Cula Săpocii                                                        | Sântana de Mureș - Cerneahov sec. III - IV p. Chr. |                |                                               | Încărcați imagine | Raportați eroare |
| 49215.01.04 (Cod LMI: BZ-I-m-B-02278.02)  | Situl arheologic de la Săpoca - "Cula Săpocii" / ansamblu anonim (Categorie: locuire) (Tip: Necropolă)                                                    | sat Săpoca, comuna Săpoca                              | Cula Săpocii                                                        | Sântana de Mureș - Cerneahov sec. III - IV p. Chr. |                |                                               | Încărcați imagine | Raportați eroare |
| 47550.01.01 (Cod LMI: BZ-I-m-A-02279.07)  | Situl arheologic de la Sărata Monteoru - "Dealul Cetățuia" și "Poiana Scorușului" / ansamblu anonim (Categorie: locuire) (Tip: Așezare)                   | sat Sărata-Monteoru, comuna Merei                      | Dealul Cetățuia și "Poiana Scorușului", până la albia râului Sărata | Cucuteni - B                                       | 1895,1917,1927 | 45°08′26″N 26°39′12″E / 45.14056°N 26.65333°E | Încărcați imagine | Raportați eroare |
| 47550.01.02 (Cod LMI: BZ-I-m-A-02279.05)  | Situl arheologic de la Sărata Monteoru - "Dealul Cetățuia" și "Poiana Scorușului" / ansamblu anonim (Categorie: locuire) (Tip: Așezare)                   | sat Sărata-Monteoru, comuna Merei                      | Dealul Cetățuia și "Poiana Scorușului", până la albia râului Sărata | Monteoru                                           | 1895,1917,1927 | 45°08′26″N 26°39′12″E / 45.14056°N 26.65333°E | Încărcați imagine | Raportați eroare |
| 47550.01.03 (Cod LMI: BZ-I-m-A-02279.06)  | Situl arheologic de la Sărata Monteoru - "Dealul Cetățuia" și "Poiana Scorușului" / ansamblu Cimitirele 1 - 4 (Categorie: locuire) (Tip: Necropolă)       | sat Sărata-Monteoru, comuna Merei                      | Dealul Cetățuia și "Poiana Scorușului", până la albia râului Sărata | Monteoru                                           | 1895,1917,1927 | 45°08′26″N 26°39′12″E / 45.14056°N 26.65333°E | Încărcați imagine | Raportați eroare |
| 47550.01.04 (Cod LMI: BZ-I-m-A-02279.04)  | Situl arheologic de la Sărata Monteoru - "Dealul Cetățuia" și "Poiana Scorușului" / ansamblu anonim (Categorie: locuire) (Tip: Așezare)                   | sat Sărata-Monteoru, comuna Merei                      | Dealul Cetățuia și "Poiana Scorușului", până la albia râului Sărata | sc. XII - IX                                       | 1895,1917,1927 | 45°08′26″N 26°39′12″E / 45.14056°N 26.65333°E | Încărcați imagine | Raportați eroare |
| 47550.01.05 (Cod LMI: BZ-I-m-A-02279.03)  | Situl arheologic de la Sărata Monteoru - "Dealul Cetățuia" și "Poiana Scorușului" / ansamblu anonim (Categorie: locuire) (Tip: Așezare)                   | sat Sărata-Monteoru, comuna Merei                      | Dealul Cetățuia și "Poiana Scorușului", până la albia râului Sărata | geto-dacică sec. II - I a. Chr.                    | 1895,1917,1927 | 45°08′26″N 26°39′12″E / 45.14056°N 26.65333°E | Încărcați imagine | Raportați eroare |
| 47550.01.06 (Cod LMI: BZ-I-m-A-02279.02)  | Situl arheologic de la Sărata Monteoru - "Dealul Cetățuia" și "Poiana Scorușului" / ansamblu anonim (Categorie: locuire) (Tip: Necropolă de incinerație)  | sat Sărata-Monteoru, comuna Merei                      | Dealul Cetățuia și "Poiana Scorușului", până la albia râului Sărata | sec. VI - VII                                      | 1895,1917,1927 | 45°08′26″N 26°39′12″E / 45.14056°N 26.65333°E | Încărcați imagine | Raportați eroare |
| 47550.01.07 (Cod LMI: BZ-I-m-A-02279.01)  | Situl arheologic de la Sărata Monteoru - "Dealul Cetățuia" și "Poiana Scorușului" / ansamblu anonim (Categorie: locuire) (Tip: Așezare)                   | sat Sărata-Monteoru, comuna Merei                      | Dealul Cetățuia și "Poiana Scorușului", până la albia râului Sărata | sec. X - XI                                        | 1895,1917,1927 | 45°08′26″N 26°39′12″E / 45.14056°N 26.65333°E | Încărcați imagine | Raportați eroare |
| 47550.02.01 (Cod LMI: BZ-I-s-B-02280)     | Situl arheologic de la Sărata Monteoru - "Huioaba" / ansamblu anonim (Categorie: locuire civilă) (Tip: Așezare)                                           | sat Sărata-Monteoru, comuna Merei                      | Huioaba                                                             |                                                    |                |                                               | Încărcați imagine | Raportați eroare |
| 47550.02.02 (Cod LMI: BZ-I-m-B-02280.02)  | Situl arheologic de la Sărata Monteoru - "Huioaba" / ansamblu anonim (Categorie: locuire civilă) (Tip: Așezare)                                           | sat Sărata-Monteoru, comuna Merei                      | Huioaba                                                             | sec. XII - V                                       |                |                                               | Încărcați imagine | Raportați eroare |
| 47550.02.03 (Cod LMI: BZ-I-m-B-02280.01)  | Situl arheologic de la Sărata Monteoru - "Huioaba" / ansamblu anonim (Categorie: locuire civilă) (Tip: Așezare)                                           | sat Sărata-Monteoru, comuna Merei                      | Huioaba                                                             | sec. X                                             |                |                                               | Încărcați imagine | Raportați eroare |
| 50184.01.01 (Cod LMI: BZ-I-s-B-02281)     | Așezarea Latene de la Săsenii Noi / ansamblu anonim (Categorie: locuire civilă) (Tip: Așezare)                                                            | sat Săsenii Noi, comuna Vernești                       |                                                                     | sec. V a. Chr. - I p. Chr.                         |                |                                               | Încărcați imagine | Raportați eroare |
| 50184.02.01 (Cod LMI: BZ-I-s-B-02282)     | Așezarea Latene de la Săsenii Noi - "Dealul Bălosu" / ansamblu anonim (Categorie: locuire civilă) (Tip: Așezare)                                          | sat Săsenii Noi, comuna Vernești                       | Pe Dealul Baloșu                                                    | geto-dacică sec. II - I a. Chr.                    |                |                                               | Încărcați imagine | Raportați eroare |
| 50200.01.01 (Cod LMI: BZ-I-m-B-02283.05)  | Situl arheologic de la Săsenii Vechi - "Gura Hulei" / ansamblu anonim (Categorie: locuire civilă) (Tip: Așezare)                                          | sat Săsenii Vechi, comuna Vernești                     | Gura Hulei                                                          | Boian                                              |                |                                               | Încărcați imagine | Raportați eroare |
| 50200.01.02 (Cod LMI: BZ-I-m-B-02283.04)  | Situl arheologic de la Săsenii Vechi - "Gura Hulei" / ansamblu anonim (Categorie: locuire civilă) (Tip: Așezare)                                          | sat Săsenii Vechi, comuna Vernești                     | Gura Hulei                                                          | Gumelnița                                          |                |                                               | Încărcați imagine | Raportați eroare |
| 50200.01.03 (Cod LMI: BZ-I-m-B-02283.03)  | Situl arheologic de la Săsenii Vechi - "Gura Hulei" / ansamblu anonim (Categorie: locuire civilă) (Tip: Așezare)                                          | sat Săsenii Vechi, comuna Vernești                     | Gura Hulei                                                          | geto-dacică sec. V a. Chr. - I P. Chr.             |                |                                               | Încărcați imagine | Raportați eroare |
| 50200.01.04 (Cod LMI: BZ-I-m-B-02283.02)  | Situl arheologic de la Săsenii Vechi - "Gura Hulei" / ansamblu anonim (Categorie: locuire civilă) (Tip: Așezare)                                          | sat Săsenii Vechi, comuna Vernești                     | Gura Hulei                                                          | Sântana de Mureș - Cerneahov sec. III - IV p. Chr. |                |                                               | Încărcați imagine | Raportați eroare |
| 50200.01.05 (Cod LMI: BZ-I-m-B-02283.01)  | Situl arheologic de la Săsenii Vechi - "Gura Hulei" / ansamblu anonim (Categorie: locuire civilă) (Tip: Așezare)                                          | sat Săsenii Vechi, comuna Vernești                     | Gura Hulei                                                          | sec. X                                             |                |                                               | Încărcați imagine | Raportați eroare |
| 45469.01.01 (Cod LMI: BZ-I-s-B-02284)     | Așezarea din epoca bronzului de la Scăeni - "La Săliște" / ansamblu anonim (Categorie: locuire civilă) (Tip: Așezare)                                     | sat Scăeni, comuna Bozioru                             | La Siliște                                                          |                                                    |                |                                               | Încărcați imagine | Raportați eroare |
| 48432.01.01 (Cod LMI: BZ-I-m-B-02286.05)  | Situl arheologic de la Sibiciu de Sus - "Dealul Burdușoaia" / ansamblu anonim (Categorie: locuire civilă) (Tip: Așezare)                                  | localitate componentă Sibiciu de Sus, oraș Pătârlagele | Dealul Burdușoaia                                                   |                                                    |                |                                               | Încărcați imagine | Raportați eroare |
| 48432.01.02 (Cod LMI: BZ-I-m-B-02286.04)  | Situl arheologic de la Sibiciu de Sus - "Dealul Burdușoaia" / ansamblu anonim (Categorie: locuire civilă) (Tip: Așezare)                                  | localitate componentă Sibiciu de Sus, oraș Pătârlagele | Dealul Burdușoaia                                                   | sec. VI - IV a. Chr.                               |                |                                               | Încărcați imagine | Raportați eroare |
| 48432.01.03 (Cod LMI: BZ-I-m-B-02286.03)  | Situl arheologic de la Sibiciu de Sus - "Dealul Burdușoaia" / ansamblu anonim (Categorie: locuire civilă) (Tip: Așezare)                                  | localitate componentă Sibiciu de Sus, oraș Pătârlagele | Dealul Burdușoaia                                                   | sec. III - I a. Chr.                               |                |                                               | Încărcați imagine | Raportați eroare |
| 48432.01.04 (Cod LMI: BZ-I-m-B-02286.02)  | Situl arheologic de la Sibiciu de Sus - "Dealul Burdușoaia" / ansamblu anonim (Categorie: locuire civilă) (Tip: Așezare)                                  | localitate componentă Sibiciu de Sus, oraș Pătârlagele | Dealul Burdușoaia                                                   | Ipotești - Cândești sec. VI - VII                  |                |                                               | Încărcați imagine | Raportați eroare |
| 48432.01.05 (Cod LMI: BZ-I-m-B-02286.01)  | Situl arheologic de la Sibiciu de Sus - "Dealul Burdușoaia" / ansamblu anonim (Categorie: locuire civilă) (Tip: Așezare)                                  | localitate componentă Sibiciu de Sus, oraș Pătârlagele | Dealul Burdușoaia                                                   | sec. VII - VIII                                    |                |                                               | Încărcați imagine | Raportați eroare |
| 49554.01.01 (Cod LMI: BZ-I-m-B-02287.02)  | Situl arheologic de la Smeeni / ansamblu anonim (Categorie: descoperire funerară) (Tip: Necropolă)                                                        | sat Smeeni, comuna Smeeni                              |                                                                     |                                                    |                |                                               | Încărcați imagine | Raportați eroare |
| 49554.01.02 (Cod LMI: BZ-I-m-B-02287.01)  | Situl arheologic de la Smeeni / ansamblu anonim (Categorie: descoperire funerară) (Tip: Necropolă)                                                        | sat Smeeni, comuna Smeeni                              |                                                                     | sec. IV                                            |                |                                               | Încărcați imagine | Raportați eroare |
| 49634.01.01 (Cod LMI: BZ-I-m-B-02288.06)  | Situl arheologic de la Stâlpu - "Movila lui Pătrașcu" / ansamblu anonim (Categorie: locuire) (Tip: Necropolă)                                             | sat Stâlpu, comuna Stâlpu                              | Movila lui Pătrașcu                                                 | sec. XII - V a. Chr.                               |                |                                               | Încărcați imagine | Raportați eroare |
| 49634.01.02 (Cod LMI: BZ-I-m-B-02288.05)  | Situl arheologic de la Stâlpu - "Movila lui Pătrașcu" / ansamblu anonim (Categorie: locuire) (Tip: Așezare)                                               | sat Stâlpu, comuna Stâlpu                              | Movila lui Pătrașcu                                                 | sec. XII - V a. Chr.                               |                |                                               | Încărcați imagine | Raportați eroare |
| 49634.01.03 (Cod LMI: BZ-I-m-B-02288.04)  | Situl arheologic de la Stâlpu - "Movila lui Pătrașcu" / ansamblu anonim (Categorie: locuire) (Tip: Necropolă)                                             | sat Stâlpu, comuna Stâlpu                              | Movila lui Pătrașcu                                                 | sec. V - III a. Chr.                               |                |                                               | Încărcați imagine | Raportați eroare |
| 49634.01.04 (Cod LMI: BZ-I-m-B-02288.03)  | Situl arheologic de la Stâlpu - "Movila lui Pătrașcu" / ansamblu anonim (Categorie: locuire) (Tip: Așezare)                                               | sat Stâlpu, comuna Stâlpu                              | Movila lui Pătrașcu                                                 | sec. V a. Chr. - I p. Chr.                         |                |                                               | Încărcați imagine | Raportați eroare |
| 49634.01.05 (Cod LMI: BZ-I-m-B-02288.02)  | Situl arheologic de la Stâlpu - "Movila lui Pătrașcu" / ansamblu anonim (Categorie: locuire) (Tip: Necropolă)                                             | sat Stâlpu, comuna Stâlpu                              | Movila lui Pătrașcu                                                 | mil I p. Chr.                                      |                |                                               | Încărcați imagine | Raportați eroare |
| 49634.01.06 (Cod LMI: BZ-I-m-B-02288.01)  | Situl arheologic de la Stâlpu - "Movila lui Pătrașcu" / ansamblu anonim (Categorie: locuire) (Tip: Așezare)                                               | sat Stâlpu, comuna Stâlpu                              | Movila lui Pătrașcu                                                 | sec. X - XI                                        |                |                                               | Încărcați imagine | Raportați eroare |
| 46821.01.01 (Cod LMI: BZ-I-m-B-02289.06)  | Situl arheologic de la Sudiți - "La Crucea lui Ștefan" / ansamblu anonim (Categorie: locuire) (Tip: Așezare)                                              | sat Sudiți, comuna Gherăseni                           | La Crucea lui Ștefan                                                | ceramicii liniare - aspectul Sudiți mil VI a. Chr. |                | 45°00′52″N 26°49′16″E / 45.01445°N 26.82111°E | Încărcați imagine | Raportați eroare |
| 46821.01.02 (Cod LMI: BZ-I-m-B-02289.05)  | Situl arheologic de la Sudiți - "La Crucea lui Ștefan" / ansamblu anonim (Categorie: locuire) (Tip: Așezare)                                              | sat Sudiți, comuna Gherăseni                           | La Crucea lui Ștefan                                                | Boian                                              |                | 45°00′52″N 26°49′16″E / 45.01445°N 26.82111°E | Încărcați imagine | Raportați eroare |
| 46821.01.03 (Cod LMI: BZ-I-m-B-02289.04)  | Situl arheologic de la Sudiți - "La Crucea lui Ștefan" / ansamblu anonim (Categorie: locuire) (Tip: Așezare)                                              | sat Sudiți, comuna Gherăseni                           | La Crucea lui Ștefan                                                | Gumelnița                                          |                | 45°00′52″N 26°49′16″E / 45.01445°N 26.82111°E | Încărcați imagine | Raportați eroare |
| 46821.01.05 (Cod LMI: BZ-I-m-B-02289.03)  | Situl arheologic de la Sudiți - "La Crucea lui Ștefan" / ansamblu anonim (Categorie: locuire) (Tip: Așezare)                                              | sat Sudiți, comuna Gherăseni                           | La Crucea lui Ștefan                                                | sec. III - V p. Chr.                               |                | 45°00′52″N 26°49′16″E / 45.01445°N 26.82111°E | Încărcați imagine | Raportați eroare |
| 46821.01.06 (Cod LMI: BZ-I-m-B-02289.02)  | Situl arheologic de la Sudiți - "La Crucea lui Ștefan" / ansamblu anonim (Categorie: locuire) (Tip: Necropolă)                                            | sat Sudiți, comuna Gherăseni                           | La Crucea lui Ștefan                                                | Dridu sec. VIII - XI                               |                | 45°00′52″N 26°49′16″E / 45.01445°N 26.82111°E | Încărcați imagine | Raportați eroare |
| 46821.01.04 (Cod LMI: BZ-I-m-B-02289.01)  | Situl arheologic de la Sudiți - "La Crucea lui Ștefan" / ansamblu anonim (Categorie: locuire) (Tip: Așezare)                                              | sat Sudiți, comuna Gherăseni                           | La Crucea lui Ștefan                                                | sec. IX - XI                                       |                | 45°00′52″N 26°49′16″E / 45.01445°N 26.82111°E | Încărcați imagine | Raportați eroare |
| 49322.01.01 (Cod LMI: BZ-I-s-B-02285)     | Așezarea Boian de la Scorțoasa - "Valea Balaurului" / ansamblu anonim (Categorie: locuire civilă) (Tip: Așezare)                                          | sat Scorțoasa, comuna Scorțoasa                        | Valea Balaurului                                                    | Boian                                              |                |                                               | Încărcați imagine | Raportați eroare |
| 46858.02.01 (Cod LMI: BZ-I-m-B-02277.04)  | Situl arheologic de la Sălcioara - "Movila Nebunului" / ansamblu anonim (Categorie: locuire civilă) (Tip: Așezare)                                        | sat Sălcioara, comuna Ghergheasa                       | Movila Nebunului                                                    |                                                    |                |                                               | Încărcați imagine | Raportați eroare |
| 46858.02.02 (Cod LMI: BZ-I-s-B-02277)     | Situl arheologic de la Sălcioara - "Movila Nebunului" / ansamblu anonim (Categorie: locuire civilă) (Tip: Așezare)                                        | sat Sălcioara, comuna Ghergheasa                       | Movila Nebunului                                                    |                                                    |                |                                               | Încărcați imagine | Raportați eroare |
| 46858.02.03 (Cod LMI: BZ-I-m-B-02277.02)  | Situl arheologic de la Sălcioara - "Movila Nebunului" / ansamblu anonim (Categorie: locuire civilă) (Tip: Așezare)                                        | sat Sălcioara, comuna Ghergheasa                       | Movila Nebunului                                                    | Sântana de Mureș - Cerneahov sec. III - IV p. Chr. |                |                                               | Încărcați imagine | Raportați eroare |
| 45469.02.01 (Cod LMI: BZ-I-m-B-02284.07)  | Situl arheologic de la Scăeni - "Poduri" / ansamblu anonim (Categorie: locuire civilă) (Tip: Așezare)                                                     | sat Scăeni, comuna Bozioru                             | Poduri                                                              |                                                    |                |                                               | Încărcați imagine | Raportați eroare |
| 45469.02.02 (Cod LMI: BZ-I-m-B-02284.06)  | Situl arheologic de la Scăeni - "Poduri" / ansamblu anonim (Categorie: locuire civilă) (Tip: Așezare)                                                     | sat Scăeni, comuna Bozioru                             | Poduri                                                              |                                                    |                |                                               | Încărcați imagine | Raportați eroare |
| 45469.03.01 (Cod LMI: BZ-I-m-B-02284.03)  | Situl arheologic de la Scăeni - "Izvorul Murătoarea" / ansamblu anonim (Categorie: locuire civilă) (Tip: Așezare)                                         | sat Scăeni, comuna Bozioru                             | Izvorul Murătoarea                                                  |                                                    |                |                                               | Încărcați imagine | Raportați eroare |
| 45469.03.02 (Cod LMI: BZ-I-m-B-02284.02)  | Situl arheologic de la Scăeni - "Izvorul Murătoarea" / ansamblu anonim (Categorie: locuire civilă) (Tip: Așezare)                                         | sat Scăeni, comuna Bozioru                             | Izvorul Murătoarea                                                  | sec. V a. Chr. - I p. Chr.                         |                |                                               | Încărcați imagine | Raportați eroare |
| 45469.03.03 (Cod LMI: BZ-I-m-B-02284.01)  | Situl arheologic de la Scăeni - "Izvorul Murătoarea" / ansamblu anonim (Categorie: locuire civilă) (Tip: Așezare)                                         | sat Scăeni, comuna Bozioru                             | Izvorul Murătoarea                                                  | sec. XVIII                                         |                |                                               | Încărcați imagine | Raportați eroare |
| 45469.04.01                               | Situl arheologic de la Scăeni - "Dealul Tocitorilor" / ansamblu anonim (Categorie: locuire civilă) (Tip: Așezare)                                         | sat Scăeni, comuna Bozioru                             | Dealul Tocitorilor                                                  |                                                    |                |                                               | Încărcați imagine | Raportați eroare |
| 45469.04.02                               | Situl arheologic de la Scăeni - "Dealul Tocitorilor" / ansamblu anonim (Categorie: locuire civilă) (Tip: Așezare)                                         | sat Scăeni, comuna Bozioru                             | Dealul Tocitorilor                                                  | mil. I                                             |                |                                               | Încărcați imagine | Raportați eroare |
| 49162.02.01 (Cod LMI: BZ-I-m-B-02276.05)  | Situl arheologic de la Săhăteni - "Movila Dărăbani" / ansamblu anonim (Categorie: locuire) (Tip: Așezare)                                                 | sat Săhăteni, comuna Săhăteni                          | Movila Dărăbani                                                     |                                                    |                |                                               | Încărcați imagine | Raportați eroare |
| 49162.02.02 (Cod LMI: BZ-I-m-B-02276.04)  | Situl arheologic de la Săhăteni - "Movila Dărăbani" / ansamblu anonim (Categorie: locuire) (Tip: Necropolă)                                               | sat Săhăteni, comuna Săhăteni                          | Movila Dărăbani                                                     |                                                    |                |                                               | Încărcați imagine | Raportați eroare |
| 49162.03.01 (Cod LMI: BZ-I-m-B-02276.07)  | Situl arheologic de la Săhăteni - Ferma IAS / ansamblu anonim (Categorie: locuire civilă) (Tip: Așezare)                                                  | sat Săhăteni, comuna Săhăteni                          | Ferma IAS                                                           |                                                    |                | 45°02′10″N 26°31′40″E / 45.03611°N 26.52778°E | Încărcați imagine | Raportați eroare |
| 49162.03.02 (Cod LMI: BZ-I-m-B-02276.06)  | Situl arheologic de la Săhăteni - Ferma IAS / ansamblu anonim (Categorie: locuire civilă) (Tip: Așezare)                                                  | sat Săhăteni, comuna Săhăteni                          | Ferma IAS                                                           | Dridu sec. IX                                      |                | 45°02′10″N 26°31′40″E / 45.03611°N 26.52778°E | Încărcați imagine | Raportați eroare |
| 49162.04.01 (Cod LMI: BZ-I-m-B-02276.01)  | Situl arheologic de la Săhăteni - "Movila Piersicului" / ansamblu anonim (Categorie: locuire) (Tip: Așezare)                                              | sat Săhăteni, comuna Săhăteni                          | Movila Piersicului                                                  | sec. XVI - XVIII                                   |                | 45°44′59″N 26°29′29″E / 45.74972°N 26.49139°E | Încărcați imagine | Raportați eroare |
| 49162.04.02 (Cod LMI: BZ-I-m-B-02276.02)  | Situl arheologic de la Săhăteni - "Movila Piersicului" / ansamblu anonim (Categorie: locuire) (Tip: Necropolă)                                            | sat Săhăteni, comuna Săhăteni                          | Movila Piersicului                                                  | sec. XI                                            |                | 45°44′59″N 26°29′29″E / 45.74972°N 26.49139°E | Încărcați imagine | Raportați eroare |
| 49162.05.01 (Cod LMI: BZ-I-m-B-02276.09)  | Necropola eneolitică de la Săhăteni - "Movila Rotundă" / ansamblu anonim (Categorie: descoperire funerară) (Tip: Necropolă)                               | sat Săhăteni, comuna Săhăteni                          | Movila Rotundă                                                      |                                                    |                |                                               | Încărcați imagine | Raportați eroare |
| 49162.06.01 (Cod LMI: BZ-I-m-B-02276.03)  | Necropola medievală de la Săhăteni - "Movila Galbenă" / ansamblu anonim (Categorie: descoperire funerară) (Tip: Necropolă)                                | sat Săhăteni, comuna Săhăteni                          | Movila Galbenă                                                      | sec. XIII - XV                                     |                | 45°01′14″N 26°31′54″E / 45.02056°N 26.53167°E | Încărcați imagine | Raportați eroare |